# Грановский, Антон
Антон Грановский (28 августа 1975) — российский писатель. Работает в жанре детектива, мистики и фантастики.

## Биография
Антон Грановский родился в Сибири. Работал сотрудником вневедомственной охраны, слесарем на вагоностроительном заводе. Окончил МГУ, был главным редактором образовательной газеты, внештатным журналистом, райтером в фирме, занимающейся политконсалтингом. В бытность журналистом сотрудничал с «Комсомольской правдой» и «Русским журналом».
Автор циклов «Гиблое место», «Детективы полуночи», «Линия героев», «Детектив-лабиринт».
Серия книг «Гиблое место» повествует о журналисте Глебе Орлове, попавшем в Древнюю Русь. В серии «Детектив полуночи» Антон Грановский большое внимание уделяет загадкам прошлого (как вымышленным, так и настоящим) и игре с популярными литературными и кинематографическими жанрами. В одном из интервью Антон Грановский, в частности, сказал:
«В проекте „Детектив полуночи“ я пытался экспериментировать с киношными архетипами. Там первый роман — триллер, действие которого разворачивается в психиатрической клинике, второй — герметический детектив в стиле Агаты Кристи, третий — роман о тайном заговоре, в котором зловещие интеллектуалы задумали изменить судьбу человечества, четвёртый — детектив про женщину, потерявшую память, запертую в клетке своего подсознания и постепенно выясняющую про себя кучу жутких вещей. Мне интересно превращать страницы книги в территорию захватывающей игры и вовлекать в эту игру читателей».
Критики находят в книгах Грановского влияние Артуро Переса-Реверте (особенно в романах «Последняя загадка парфюмера» и «Чёрный король»), а также Жана-Кристофа Гранже и братьев Стругацких.

## Награды
В декабре 2010 года Антон Грановский стал лауреатом премии «Электронная буква» в категории «Открытие года». Номинация «Открытие года» посвящена новым авторам, которые в короткий срок стали заметными и привлекли внимание читающей публики. Как сказано на сайте библиотеки «Литрес»: «Премии „Электронная буква“ удостоен Антон Грановский — автор, который известен читателям с 2008 года, но в 2010 г. его произведения стали очень популярны и занимали лидирующие позиции в рейтинге продаж».

## Литературные произведения

### Романы проекта «Гиблое место»
1. «Падшие боги»
2. «Плащаница колдуна»
3. «Война демонов»
4. «Посланники тьмы»
5. «Тайный враг»
6. «Властелин видений»
7. «Темные врата»
8. «Гончие смерти»
9. «Обитель тьмы»
10. «Сияние богов»

### Романы серии «Детектив полуночи»
1. «Клиника в роще»
2. «Особняк у реки забвения»
3. «Замок на Воробьевых горах»
4. «Приют вечного сна»
5. «Фреска судьбы»
6. «Чёрный король»
7. «Дневник тайных пророчеств»
8. «Портрет-призрак»
9. «Последняя загадка парфюмера»
10. «Иероглиф смерти»
11. «Никто не придёт»
12. «Белое станет чёрным»
13. «Отель на краю ночи»
14. «Перстень чернокнижника»
15. «Место, где всё заканчивается»
16. «Не смотри ей в глаза»
17. «Покидая царство мёртвых»
18. «Конец пути»
19. «Ведьма придет за тобой»
20. «Сон с четверга на пятницу»
21. «Лицо в темной воде»
22. «Заблудшая душа»
23. «Я — твой сон»
24. «Код от чужой жизни»
25. «Невидимые силы»

### Роман из межавторского проекта «Линия героев»
1. «Тень»

### Романы цикла «Вервольф»
1. «Мастер гнева»
2. «Тёмный горизонт»
3. «Имперский крест»
4. «Кольцо викинга»

### Дилогия «Жестокая Земля»
1. «Соло-Рекс»
2. «Двойная Тень»